# Немоју (Валча)
Немоју (рум. Nemoiu) насеље је у Румунији у округу Валча у општини Амарашти. Oпштина се налази на надморској висини од 214 m.

## Становништво
Према подацима из 2002. године у насељу је живело 494 становника, од којих су сви румунске националности.